# Литвинова Євгенія Іванівна
Литвинова Євгенія Іванівна — професор кафедри автоматизації проектування обчислювальної техніки(АПОТ) Харківського національного університету радіоелектроніки (ХНУРЕ), вчений секретар спеціалізованої вченої ради, заступник головного редактора видання «Радіоелектроніка та інформатика».

## Освіта та кар'єра
1985 — інженер-конструктор-технолог РЕА, факультет конструювання радіо- та обчислювальної апаратури, Харківський інститут радіоелектроніки, Рік випуску 1996 — кандидат технічних наук,
2010 — доктор технічних наук,

## Навчальна діяльність
1996—1998 старший викладач (Факультет електронних апаратів, Харківський національний університет радіоелектроніки);
1999—2009 доцент (Факультет електронних апаратів, Харківський національний університет радіоелектроніки);
2010 — до нашого часу. професор кафедри АПОТ, факультет комп'ютерної інженерії та управління, Харківський національний університет радіоелектроніки.

## Наукова діяльність
Документів в базі Scopus: 80; h-індекс: 8
1) Розробка інформаційного та програмного забезпечення автоматизованої системи технологічної підготовки виробництва Державного наукового центру нормативно-технічних матеріалів про працю.
2) Виконавець проекту Tempus Project № 530785-TEMPUS-1-2012-PL-TEMPUS-JPCRI для розробки нової спеціалізації: магістр інженерії в області проектування мікросистем.

## Міжнародна діяльність
Член оргкомітету міжнародного симпозіуму IEEE East-West Design & Test Symposium з 2007 до нашого часу.

## Громадянська діяльність
Вчений секретар спеціалізованої вченої ради по захисту дисертацій Д 64.052.01.

## Нагороди і премії
1) 2002 — Почесна Грамота Міністерства освіти і науки України.
2) 2010 — Нагрудний Знак «Відмінник освіти України».